# Kameramann

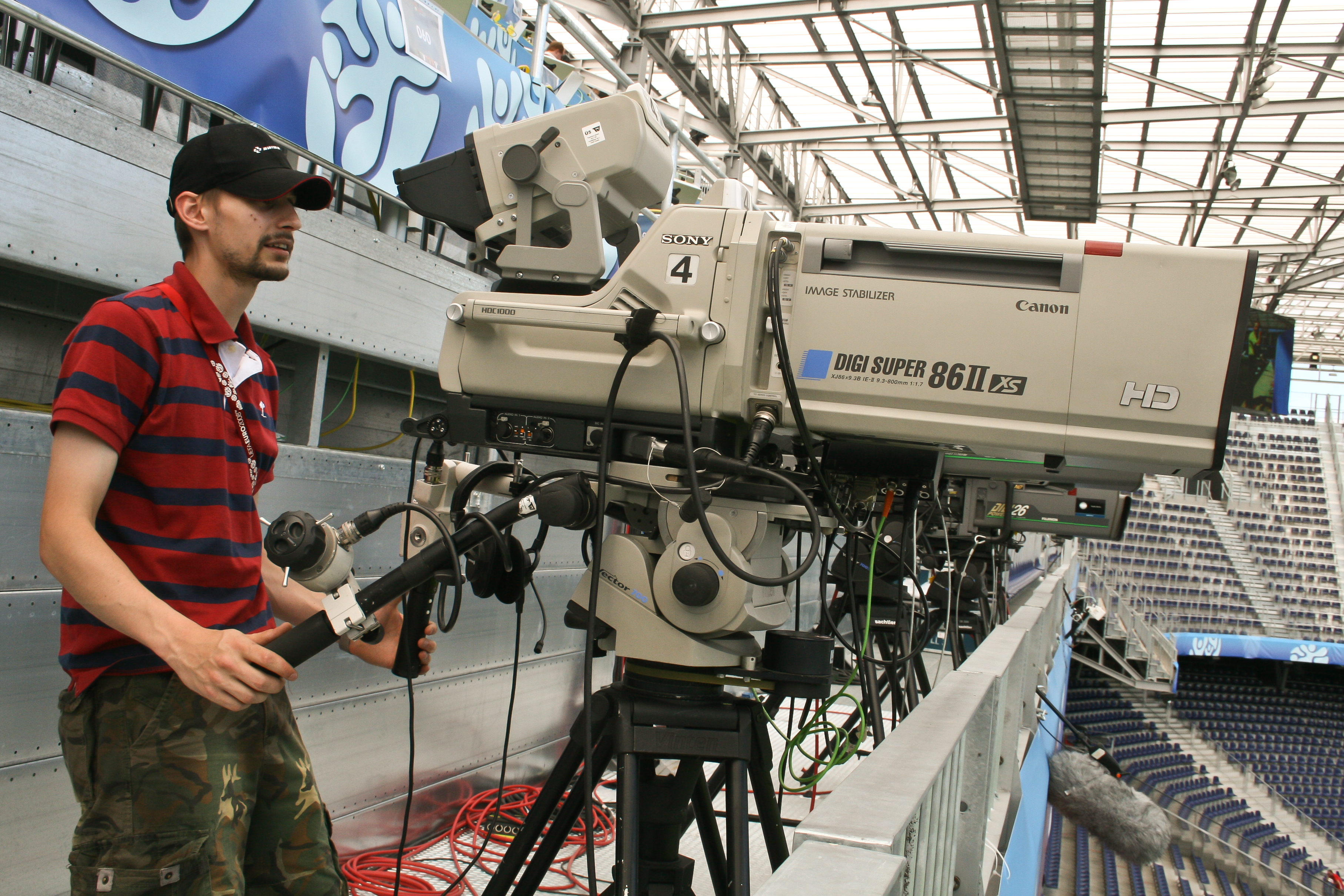
Fernsehkameramann

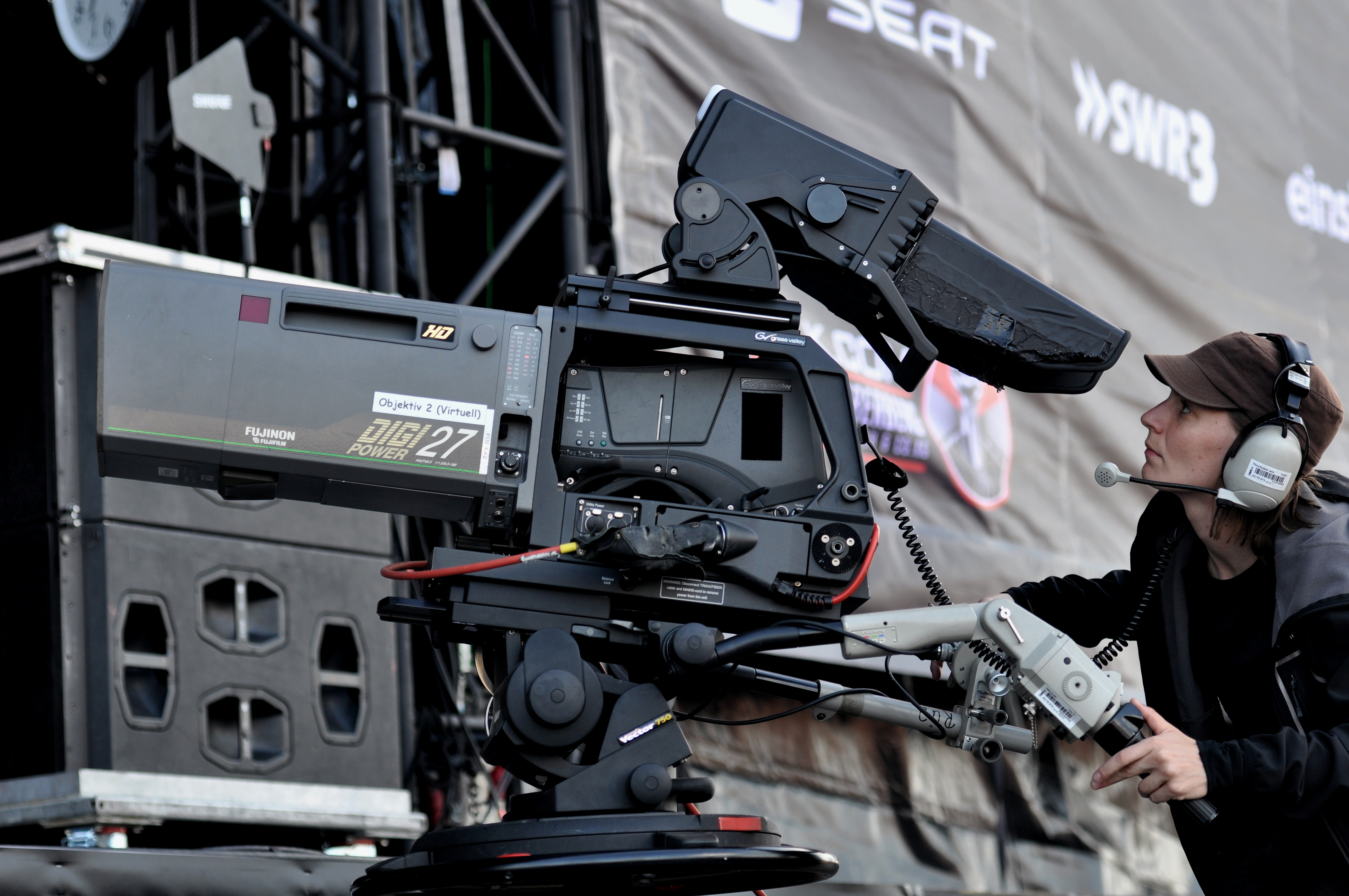
Kamerafrau bei einem Rockkonzert

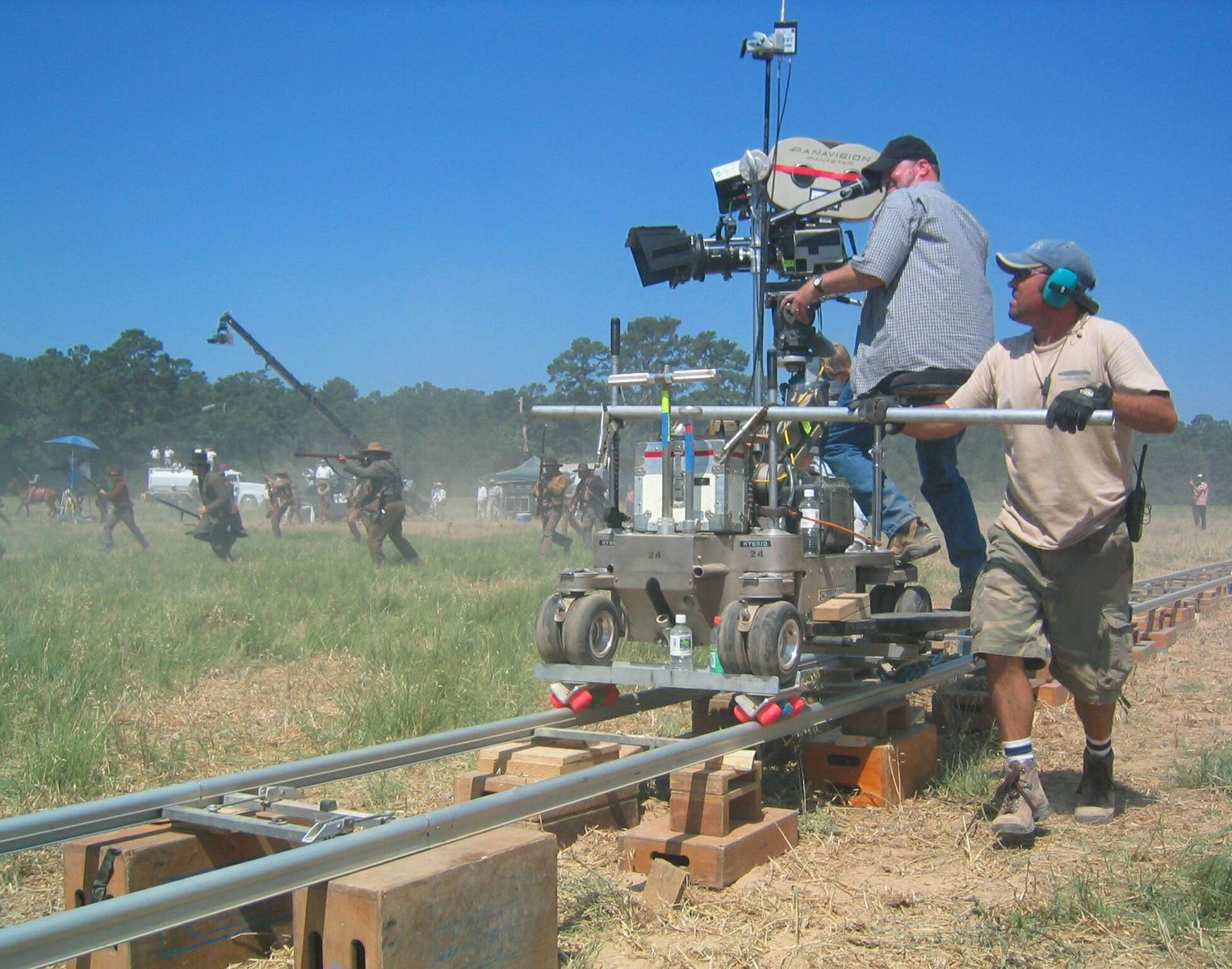
Kameramann und Dolly-Grip beim Filmen eines Kinofilms (The Alamo, 2004)

Der Kameramann (Plural: Kameramänner oder Kameraleute) oder die Kamerafrau (Plural: Kamerafrauen oder Kameraleute) ist verantwortlich für die Kameraführung oder Bildgestaltung bei der Produktion von Filmen, beispielsweise bei Spiel- und Dokumentarfilmen, Fernsehspielen/-serien/-sendungen, Live-Aufzeichnungen oder der elektronischen Berichterstattung.
Anders als im Englischen hat die Bezeichnung Kameramann die Aufgabendifferenzierung dieses filmischen Gewerkes der letzten Jahrzehnte sprachlich nicht abgebildet. Im Bereich des fiktionalen Films bezeichnet das Wort Kameramann umgangssprachlich heute den bildgestaltenden Kameramann. Im Englischen verwendet man dafür den Begriff Director of Photography („Regisseur der Photographie“, „Bildregisseur“), dessen Aufgabe die gesamte Licht- und bildatmosphärische Gestaltung des Filmes inklusive der Entscheidung über Einstellungsgrößen ist. Auch der Begriff Cinematographer wird für diese Aufgabe verwendet.
Davon unterscheidet man im Englischen den Cameraman, vergleichbar mit dem „Bildreporter“ in der aktuellen Berichterstattung oder bei Sportübertragungen, sowie den Operating Cameraman als ausführender Kameraschwenker, der die Kamera bedient, sowie den  Assistant Cameraman für diverse Assistentenberufe wie den Focus Puller als Schärfen-Zieher.
Der deutsche Begriff Kameramann oder Kamerafrau umfasst unterschiedliche Berufe, die sich wie folgt abgrenzen lassen:
- Tätigkeit bei „Laufbildern“ (im Sinne des Urheberrechts) wie z. B. Sport- und Liveübertragungen, Shows, aktuelle Berichterstattung und andere Formate im journalistischen Bereich (vergleichbar dem Bildreporter)
- Künstlerische Bildgestaltung im Bereich von „Filmwerken“ (im Sinne des Urheberrechts) wie inszenierten Film-, Fernseh- und Videowerken, besonders bei Kino-Spielfilmen, Fernsehspielen und Serien, aber auch bei gestalteten Dokumentar-, Industrie- und Werbefilmen (hier vergleichbar mit dem Photographen)

Das Berufsbild kann je nach Einsatzfeld stark variieren.
Bei Fernsehaufnahmen wird unterschieden zwischen Studio- bzw. Live-Kamera oder EB-Kamera. Der Studio- oder Live-Kameramann ist Teil eines Aufnahmeteams und schwenkt die Kamera, während der EB-Kameramann weitgehend eigenständig agiert und meistens im Newsbereich tätig ist.
Bei Filmproduktionen stehen künstlerisch-photographische Aspekte im Vordergrund: Der Film-Kameramann befasst sich mit der Auswahl von Motiven und Einstellungen und erarbeitet zusammen mit der Regie das visuelle und dramaturgische Gesamtkonzept des Films und setzt es photographisch um.
Dieser Artikel beschäftigt sich weitgehend mit dem Berufsbild des Kameramanns im Kontext der Filmkunst.

## Geschichte

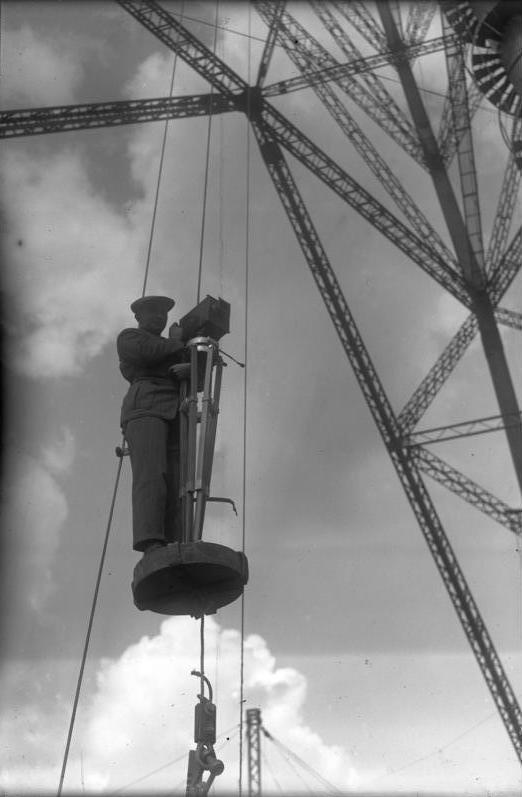
Filmkameramann im Jahr 1925

In der Frühzeit des Kinos waren der Filmphotograph und der Kameraoperateur die alleinigen Bediener der Filmkamera. Da die Funktionen und Möglichkeiten der Kinokamera im Zuge der technischen Entwicklung immer komplexer geworden sind, ist an die Stelle des Laufbildphotographen zunehmend ein ganzes Kamerateam getreten, in dem verschieden spezialisierte Personen unterschiedliche Funktionen wahrnehmen.

## Berufsbild
Umgangssprachlich wird der Kameramann häufig mit dem Chef des Kamerateams gleichgesetzt. Die heutige Bezeichnung „Kamera“ sagt jedoch über den Beruf eines lichtsetzenden Kameramannes (in Großbritannien Lighting cameraman und in den USA cinematographer), also der Person, die für die Filmphotographie verantwortlich ist, nichts aus.
Der bildgestaltende Kameramann heißt im amerikanischen und britischen Englisch director of photography (DoP, DP), im Französischen directeur de la photo, im Italienischen direttore della fotografia oder autore della fotografia und im Spanischen director de fotografía, was als Photographischer Leiter übersetzt werden könnte. Im Deutschen werden zunehmend auch die Bezeichnungen Bildgestalter und Bildautor verwendet.
In den USA folgen ihm in der Hierarchie der Kameraoperateur („Schwenker“, engl. auch camera operator), der erste Kameraassistent (focus puller), der für die Bildschärfe verantwortlich ist, und der zweite Kameraassistent (clapper loader) oder Materialassistent, der die Filmklappe bedient, das Rohfilmmaterial handhabt, den Darstellern bei Bedarf Linien und Positionen vorgibt und sich um alle Papierunterlagen des Kamerateams kümmert. Im weiteren Sinne gehören zum Kamerateam Standfotografen, die für die Werbebilder (stills) zuständig sind, und die Arbeiter der Kamerabühne, die u. a. den Dolly oder Kran bedienen (grip, key grip, dolly grip). In größeren Filmproduktionen setzen Unternehmen auch ein zweites Kamerateam (Second Unit) ein, das weniger wichtige Aufnahmen (in denen z. B. die Hauptdarsteller nicht auftreten) übernimmt, das Produktionsbudget entlastet und paralleles Arbeiten ermöglicht.

## Aufgabengebiete

### Spielfilm
Der Kameramann hat in der Vorproduktionsphase die notwendige Ausrüstung und das Material abzuschätzen und meist auch das Team zusammenzustellen. Bei Spielfilmaufnahmen ist er für die Bildkomposition (Perspektive, Kadrage), die Kameraführung sowie für die Ausleuchtung des Sets verantwortlich. Nach Drehschluss muss er oft schon das nächste Set vorbereiten.
Im Vorfeld der Dreharbeiten entwickelt der Kameramann anhand des Drehbuchs mit dem Regisseur Ideen zur Visualisierung des Drehbuchs. Im einen Extrem übernimmt er zu 100 % die visuelle Umsetzung des Stoffs, im anderen Extrem sorgt er „nur“ für die Umsetzung der Ideen anderer. In der sogenannten „Polnischen Schule“ wird er bereits in den Prozess des Drehbuchschreibens eingebunden. Im sogenannten Dogma-Film ist der Kameramann in der Visualisierung völlig frei und wird quasi unvorbereitet in die Situation hineingeworfen. Jeder gute Kameramann hat einen eigenen Stil entwickelt, ist zugleich aber in der Lage, verschiedene Stilformen umzusetzen. Meist wird ein Kameramann für eine Filmproduktion ausgewählt, weil er den anvisierten Stil des Films sicher beherrscht. Insoweit ist der Kameramann als visueller Autor der Filmbilder auch Mit-Urheber des Filmwerks.

### Fernsehen

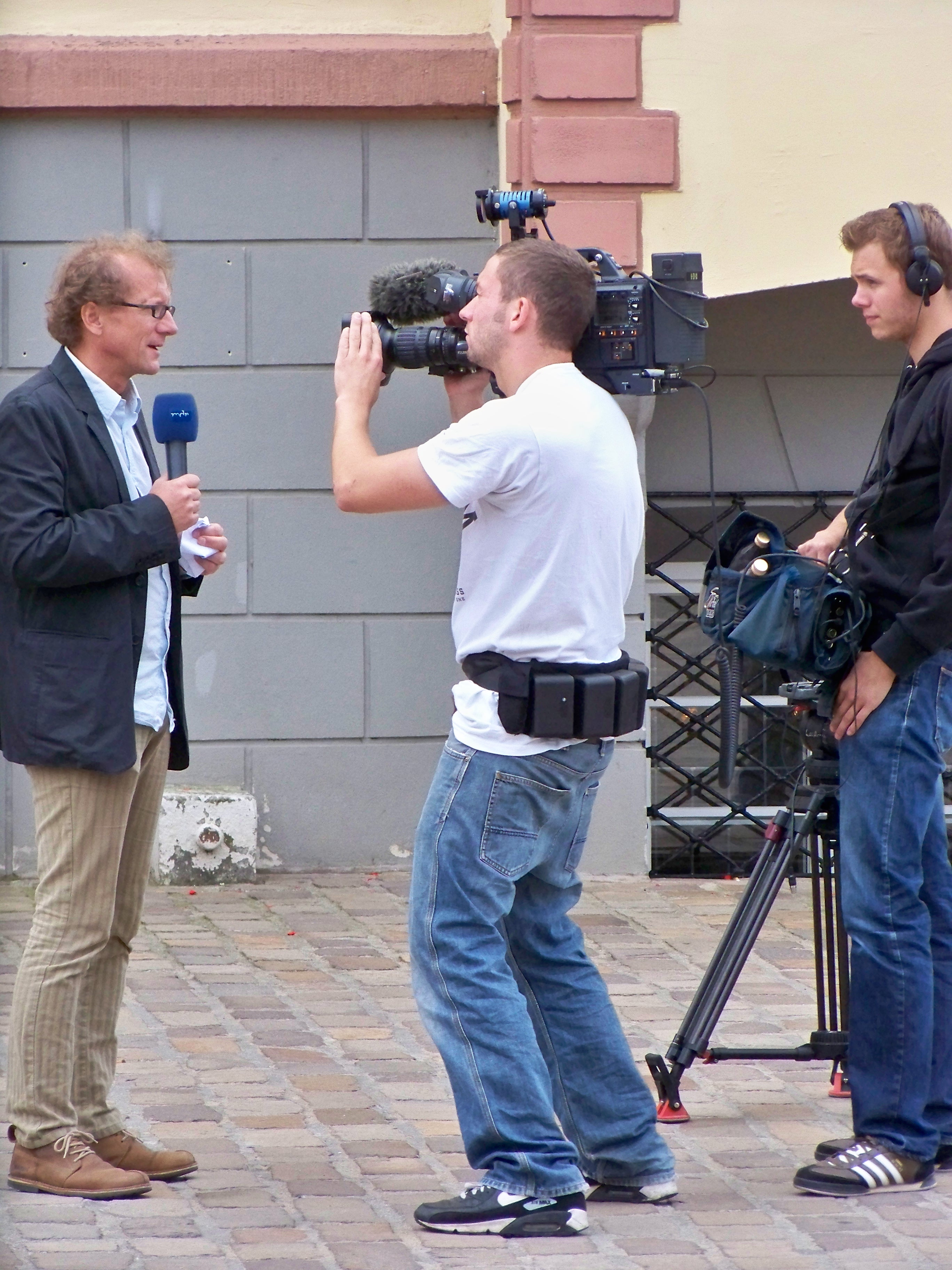
EB-Kamerateam des MDR Fernsehens in Eilenburg, 2009

Die Arbeit und die damit verbundenen Anforderungen an fürs Fernsehen arbeitende Kameraleute lassen sich in zwei unterschiedliche Tätigkeitsfelder untergliedern.
EB-Kameraleute arbeiten überwiegend im „Zwei-Mann-Team“ und setzen die Geschichte des Redakteurs weitestgehend eigenverantwortlich nach visuellen Gesichtspunkten um. Das Aufgabengebiet ist dabei vielseitig und kann von der 20-sekündigen Kurznachricht bis zur 45-minütigen Dokumentation reichen.
Das relativ neue Berufsbild des Videojournalisten ist stark umstritten, da ein „Ein-Mann-Team“ das EB-Team ersetzen soll.
E-Kameraleute arbeiten im so genannten Verbundkamerasystem (Studio oder Live) und erhalten ihre Anweisungen über Intercom vom Regisseur. Bei Aufzeichnungen oder Liveübertragungen mit mehreren Kameras entwirft der Regisseur vorab ein Konzept, das bei Liveproduktionen jedoch oft nicht 1:1 umgesetzt werden kann. Anders als bei Spielfilm- oder Werbefilmproduktionen fehlt oft die Zeit, mit Kameraleuten und Filmeditoren jedes einzelne Motiv durchzusprechen. Vielmehr arbeiten Kameraleute und Editoren hier vergleichsweise eigenständig.

## Ausbildung
Die Ausbildung zum Kameramann ist nicht einheitlich geregelt. Möglich ist entweder eine fotografische Ausbildung mit Zusatzausbildung an einer Filmakademie bzw. Fernsehakademie oder als Erstausbildung eine grundständige Ausbildung an einer Kunsthochschule oder Fachhochschule. Am häufigsten wird der Weg des Mediengestalters Bild und Ton gewählt, der nicht nur das klassische Berufsfeld des Kameramanns abdeckt, sondern auch Ton und Schnitt als Kernelement der dreijährigen Ausbildung beinhaltet. Dieser Weg garantiert eine bundesweit anerkannte Ausbildung.
Unter den Mitgliedern im Berufsverband Kinematografie überwiegt inzwischen die akademische Ausbildung an Film- und Kunsthochschulen. Die zweitstärkste Gruppe ist über die Praxis und den Aufstieg vom Clapper-Loader über den Assistenten in die Position des DoPs gekommen. Einige wenige haben als Mediengestalter begonnen.

## Weiterbildung
Neben der Weiterbildung zum Master of Arts (M.A.) oder zum Meisterschüler gibt es auch künstlerische Meisterklassen. Eine mögliche Weiterentwicklung besteht zum Berufsbild des Videojournalisten.

## Berufsperspektiven
Seit Beginn der Filmproduktion hat es im Gewerk der Kameraleute nie einen Mangel an Fachkräften gegeben. Im Gegenteil ist das Angebot an Kameraleuten größer als die Nachfrage. Dementsprechend kann man in diesem Berufsfeld keine Vollauslastung erwarten.
Eine Umfrage des Berufsverbands Kinematografie hat aufgezeigt, dass Kameraleuten ein Zeitfenster von ca. 20 Jahren bleibt, in denen sie hauptverantwortlich große Filmprojekte realisieren können. Altersmäßig liegt dieses Fenster zwischen Mitte 30 bis Mitte 50. Davor muss man sich in der Branche bewähren und danach bricht die Auftragssituation altersbedingt ein. Festangestellte Kameraleute sind in der Minderheit. Die überwiegende Mehrheit der Kameraleute arbeitet als Freiberufler. Die meisten Kameraleute werden auf Projektdauer angestellt. Andere arbeiten selbstständig auf Rechnung. Durch neue KI-Technologie wird sich das Berufsfeld stark verändern.

## Berufsverbände
30 Jahre nach der ersten öffentlichen Laufbildvorführung in Deutschland wird 1925 mit dem Klub der Kameraleute Deutschlands e.V. der erste Berufsverband für Kameraleute gegründet. Nach sieben Jahren wird er Anfang 1933 im Zuge der Machtergreifung der NSDAP aufgelöst und in die Strukturen der Reichsfilmkammer überführt. Nach dem Krieg wird im Januar 1950 in den Bavaria Filmstudios der Club Deutscher Kameraleute gegründet, der 1981 als Berufsverband der freischaffenden Kameramänner in der Bundesrepublik Deutschland e.V. (BVK) wiederbelebt wird und heute Berufsverband Kinematografie heißt. Erste Zusammenschlüsse von Kameraleuten in den USA sind 1913 dokumentiert. International bedeutend ist die American Society of Cinematographers (ASC), die im Dezember 1918 gegründet wurde.
Neben dem BVK gibt es in Deutschland seit 2009 den Berufsverband der Fernsehkameraleute (BVFK), und im deutschsprachigen Raum seit 1976 die AAC Austrian Association of Cinematographers (AAC) und seit 1996 die Swiss Cinematographers Society (SCS).

## Preise für Kameraarbeit
Obwohl es seit vielen Jahren eine eigene Oscar-Auszeichnung in der Kategorie „Kamera“ gibt, ist der Beruf immer wenig beachtet im Schatten der Aufmerksamkeit für Schauspieler oder Filmregisseure geblieben. BAFTA-Awards für die beste Kamera gibt es seit 1964, sie werden in verschiedenen Filmkategorien verliehen. Emmy Awards für Outstanding Cinematography werden ebenfalls in verschiedenen Filmkategorien verliehen.  Mit dem Deutschen Kamerapreis wird in Deutschland erst seit 1982 eine spezielle Auszeichnung verliehen. Die American Society of Cinematographers vergibt seit 1987 den ASC-Award für die beste Kameraarbeit in einem Spielfilm und seit 1988 den ASC Lifetime Achievement Award für ein Lebenswerk. In Polen findet seit 1993 jährlich das Camerimage-Festival statt, das als weltweit einziges Filmfestival explizit die Kameraarbeit zum Thema hat. Außerdem gibt es seit dem Jahr 2000 eine international vergebene Auszeichnung, den Marburger Kamerapreis, der gemeinsam von der Stadt Marburg, den ortsansässigen Kinobetrieben und dem Fachbereich Medienwissenschaft der Philipps-Universität verliehen wird.

## Namhafte Kameraleute
Zu den bedeutendsten Kameraleuten der frühen Filmära zählen Karl Freund, Hans Schneeberger, Franz Planer, Mikhail und Boris Kaufman (die beiden Brüder von Dziga Wertow), Eduard Tisse, der Kameramann von Sergei Eisenstein.

### Liste namhafter Film-Kameraleute
- Yūharu Atsuta (Kameramann von Ozu Yasujirō)
- Michael Ballhaus † (arbeitete häufig mit Rainer Werner Fassbinder und mit Martin Scorsese zusammen, 3 Oscar-Nominierungen)
- Axel Block (wirkte als Kameramann bei mehr als 100 Kino- und Fernsehproduktionen mit, darüber hinaus lehrte er Bildgestaltung an verschiedenen Filmhochschulen)
- Robert Burks † (Oscar-Auszeichnung) (12 Filme mit Alfred Hitchcock, z. B. Über den Dächern von Nizza)
- Jack Cardiff † (Pionier der Anwendung des Technicolor-Verfahrens)
- Raoul Coutard † (stilprägend für die französische Nouvelle Vague, arbeitete beispielsweise mit Jean-Luc Godard, François Truffaut, Jacques Demy und Jacques Rivette)
- Roger Deakins (2 Oscar-Auszeichnungen, 15 Oscar-Nominierungen)
- Christopher Doyle (gewann 48 internationale Auszeichnungen; 33 Nominierungen)
- Paweł Edelman (1 Oscar-Nominierung, 7 Filme mit Roman Polanski, 4 Filme mit Andrzej Wajda)
- Conrad L. Hall † (gewann 3 Oscars, 7 Nominierungen)
- Janusz Kamiński (gewann 2 Oscars, Stammkameramann von Steven Spielberg)
- Yanagishima Katsumi (vielfach ausgezeichneter japanischer Kameramann, häufige Zusammenarbeit mit Takeshi Kitano)

- Judith Kaufmann (vielfach prämiert, darunter 2 × Deutscher Kamerapreis, in 2003 und 2010, dann Ehrenpreis 2012, „sie zählt zu den renommiertesten Kamerafrauen Europas“[5])
- Emmanuel Lubezki (gewann an den drei Jahren 2014, 2015 und 2016 in Folge den Oscar für die Beste Kameraarbeit)
- Anthony Dod Mantle (Oscar für Slumdog Millionaire)
- Kazuo Miyagawa † (Zusammenarbeit mit Kenji Mizoguchi, Akira Kurosawa, Yasujiro Ozu und Kon Ichikawa, Erfinder des Bleach-Bypass-Effekts)
- Robby Müller (für seine Arbeiten mit Jim Jarmusch und Wim Wenders bekannt)
- Sven Nykvist † (vielfach ausgezeichneter Kameramann Ingmar Bergmans, u. a. Oscars für Schreie und Flüstern und Fanny und Alexander)
- Wally Pfister (4 Oscar-Nominierungen, gewann 1 Oscar für Inception)
- Rodrigo Prieto (nominiert für den Oscar mit Brokeback Mountain)
- Robert Richardson (gewann 3 Oscars)
- Joseph Ruttenberg † (gewann 4 Oscars)
- Timo Salminen (seit 1983 Stammkameramann von Aki Kaurismäki, 2 Nominierungen für den Europäischen Filmpreis)
- Dean Semler (bekannt für herausragende Aufnahmen wie z. B. in Der mit dem Wolf tanzt, gewann 1 Oscar)
- Leon Shamroy † (gewann 4 Oscars)
- Leonard J. South † (über 35 Jahre Zusammenarbeit mit Alfred Hitchcock, z. B. Das Fenster zum Hof, Psycho, Die Vögel)
- Vittorio Storaro (gewann jeweils einen Oscar für Apocalypse Now, Reds und Der letzte Kaiser)
- Gregg Toland † (bedeutendster Kameramann der 1940er)
- John Toll (gewann zwei Oscars, unter anderem für Braveheart und wurde für Der schmale Grat nominiert)
- Jost Vacano (Oscar-Nominierung für Das Boot, fotografierte z. B. RoboCop, Total Recall und Starship Troopers)
- Sacha Vierny † (intensive Zusammenarbeit mit Alain Resnais und Peter Greenaway)
- Gordon Willis † (nahm alle Filme aus der Reihe Der Pate auf)
- Vilmos Zsigmond † (ungarisch-amerikanischer Kameramann, u. a. bekannt für Unheimliche Begegnung der dritten Art (Oscar), Die durch die Hölle gehen und Menschen am Fluß)

## Filmdokumentation
- Visionen aus Licht – Die Geschichte der Kameraführung (Originaltitel: Visions of Light: The Art of Cinematography). Dokumentarfilm von Arnold Glassman, Todd McCarthy und Stuart Samuels, USA 1992, 92 Minuten.
- Cinematographer Style. Dokumentarfilm von Jon Fauer, USA 2006, 86 Minuten.

### Zeitschriften
- Film & TV Kamera
- American Cinematographer